# Herb gminy Brzeźnica (powiat wadowicki)
Herb gminy Brzeźnica – jeden z symboli gminy Brzeźnica, ustanowiony 29 marca 2008.

## Wygląd i symbolika
Herb przedstawia na tarczy koloru czerwonego srebrną brzozę ze złotymi liśćmi (nawiązanie do nazwy gminy), a po jej obu stronach: złotą chorągiew kościelną (godło z herbu Radwan) i srebrną głowę lwa, zionącą złotym ogniem (godło z herbu Zadora).